# Riposto
Riposto ist eine Hafenstadt der Metropolitanstadt Catania in der Region Sizilien in Italien mit 13.983 Einwohnern (Stand 31. Dezember 2023). In der langen Zeit bis Ende der 1990er Jahre, in der die Rotweine Siziliens nicht nach ihrem Herkunftsort oder der Rebsorte benannt wurden, sondern nach dem Hafen, von wo sie verschifft wurden, war Riposto einer davon.

## Lage und Daten
Riposto liegt 32 km nördlich von Catania direkt am Meer. Die Einwohner arbeiten hauptsächlich in der Landwirtschaft und im Tourismus.
Die Nachbargemeinden sind Acireale, Giarre und Mascali.

## Geschichte
Ursprünglich waren Riposto und Giarre Stadtteile der Stadt Mascali. 1915 wurden die Gemeinden Riposto und Giarre selbständig, vereinigten sich wieder und wurden 1945 endgültig zu eigenständigen Gemeinden.

## Sehenswürdigkeiten
Der Dom San Pietro ist im neoklassizistischen Stil errichtet worden. Das Rathaus wurde 1928 erbaut.
Der Palazzo dei Principi Natoli in der Fraktion Torre Archirafi.

## Söhne und Töchter der Stadt
- Giuseppe Costanzo (* 1933), emeritierter Erzbischof von Syrakus
- Franco Battiato (1945–2021), Musiker, Maler und Regisseur